# Phlegetonia apicifascia
Phlegetonia apicifascia là một loài bướm đêm trong họ Noctuidae.